# Puiflijk
Puiflijk est un village situé dans la commune néerlandaise de Druten, dans la province de Gueldre. Le 1er janvier 2006, le village comptait 1 225 habitants.